# Памятник Подтёлкову и Кривошлыкову (Каменск-Шахтинский)
Памятник  Подтёлкову и Кривошлыкову — единственный памятник-горельеф левым эсерам  в городе Каменск-Шахтинский руководителям революционного казачества на Дону в годы Гражданской войны в России Ф. Подтёлкову и М. Кривошлыкову.  

## История
Памятник левым эсерам - руководителям революционного казачества на Дону в годы Гражданской войны Ф. Подтёлкову и М. Кривошлыкову установлен в городе Каменск-Шахтинский.  Памятник был открыт в 1974 году перед зданием городского музея краеведения. В этом здании в 1918 году работал военно-революционный комитет. Автор памятника – ростовский скульптор А. X. Джлауян.
Памятник представляет собой бетонный горельефы Фёдору Подтёлкову и Михаилу Кривошлыкову, установленный на бетонном постаменте  около здания городского музея краеведения  на пересечении улиц Карла Маркса и Гагарина. В руках одного из них свернутый в трубочку текст декрета советской власти. Фёдор Григорьевич Подтёлков и Михаил Васильевич Кривошлыков известны своей агитацией против Белого движения в России. В годы Гражданской войны в 1918 году Подтёлков возглавлял посланный отряд для того, чтобы привлечь на свою сторону солдат для формирования революционных частей. Отряд атаковали белогвардейцы, они перестреляли всех солдат и повесили руководителей отряда.
Фёдор Григорьевич Подтёлков родился в хуторе Крутовском Усть-Хоперской станицы, учился в церковноприходской школе, служил в гвардейской батарее, в Первую мировую войну принимал участие в боях на русско-германском фронте. Фёдор Григорьевич Подтёлков, человек беспокойный, прислушивался  к революционным пропагандистам на Дону и встал на сторону большевиков, после чего проводил среди казаков агитацию за Советскую власть.
После октябрьской революции Ф. Г. Подтёлков принимал участие в работе съезда фронтового казачества в станице Каменской, где был избран председателем Донского областного военно-революционного комитета. Секретарем комитета казаки избрали Михаила Васильевича Кривошлыкова. В дальнейшем они работали вместе.
М. В. Кривошлыков родился в рабочей семье. Учился в Донском сельскохозяйственное училище. По окончании училища работал агрономом в Сальском округе. Учился на заочном отделении Киевского коммерческого института. С началом Первой мировой войны ушел в армию, откуда был направлен в школу прапорщиков при Новочеркасском казачьем училище.
После Февральской революции Кривошлыкова избрали председателем полкового комитета, членом комитета 5-й Донской казачьей дивизии. Весной 1917 года, когда он приехал на родину, односельчане избрали Кривошлыкова делегатом на Войсковой круг, проходивший в Новочеркасске. В мае 1917 года он выступил против атамана Каледина, после чего ушел на фронт.
М. В. Кривошлыков и Ф. Г. Подтёлков принимали участие в разгроме Каледина, в формировании революционных казачьих частей, в созыве I съезда Советов Донской республики в Ростове. На съезде они были избраны в состав Совета народных комиссаров Донской советской республики, после чего участвовали в экспедиции в северные округа Донской области для борьбы с контрреволюцией.
В одной из таких экспедиций в 1918 году белые войска разоружили казаков. Ф. Подтёлков и М. Кривошлыков попали в плен и были повешены, их товарищи были расстреляны у хутора Пономарева.  Гибель революционеров подробно описал во втором томе романа "Тихий Дон" М. А. Шолохов.
В Ростовской области память Ф. Г. Подтёлкова и М. В. Кривошлыкова увековечена в названиях улиц, колхозов, теплоходов и др.  На родине М. В. Кривошлыкова в станице Боковской установлен памятник земляку.